# Pedro Molina
Pedro Gabriel Molina Mercado (Lares, 7 aprile 1999) è un pallavolista portoricano, schiacciatore del Plessis-Robinson.

## Carriera

### Club
La carriera di Pedro Molina all'età di cinque anni, nella formazione giovanile del Lares Patriotas, dal quale approda in seguito al Borinquen Coquí. Dopo il diploma entra a far parte della UPR Rio Piedras, impegnata nella Liga Atlética Interuniversitaria de Puerto Rico; parallelamente inizia la carriera da professionista partecipando alla Liga de Voleibol Superior Masculino del 2017 coi Mets de Guaynabo, franchigia con la quale si laurea campione di Porto Rico nel 2018.
Nel campionato 2019 passa ai Cafeteros de Yauco, con i quali torna in campo nella stagione 2021, prima di volare oltreoceano per raggiungere la Grecia e disputare la Volley League 2022-23 e 2023-24 con la maglia del Milōn, ricevendo un premio come miglior schiacciatore. Dopo aver disputato la Proliga 2024 con il Jakarta STIN BIN, senza però terminare il torneo, nel campionato 2024-25 è di scena in Francia grazie all'ingaggio da parte del Plessis-Robinson, in Ligue A.

### Nazionale
Fa parte della nazionale portoricana under 19, partecipando al campionato mondiale nel 2015 e nel 2017, oltre a conquistare la medaglia di bronzo alla Coppa panamericana 2017; con l'under 21 conquista un altro bronzo alla Coppa panamericana 2019 e partecipa al campionato mondiale 2019, mentre con l'under 23 si aggiudica l'argento alla Coppa panamericana 2021, dove viene premiato come miglior realizzatore, servizio e ricevitore.
Nel 2017 viene convocato per la prima volta in nazionale maggiore per le qualificazioni nordamericane al campionato mondiale 2018, centrando l'accesso alla rassegna iridata. In seguito conquista la medaglia d'oro al campionato nordamericano 2021 e poi quella di bronzo alla NORCECA Final Four 2023, venendo anche premiato come miglior realizzatore e miglior schiacciatore, e ai XXIV Giochi centramericani e caraibici.
Nel 2024 si aggiudica la medaglia d'oro alla NORCECA Final Four, dove viene anche premiato come miglior realizzatore, miglior servizio e miglior schiacciatore, e quella di bronzo alla Coppa panamericana. Un anno dopo vince ancora l'oro alla NORCECA Final Four, venendo in questo caso premiato come MVP e miglior servizio del torneo.

## Palmarès

### Club
- Campionato portoricano: 1

2018

### Nazionale (competizioni minori)
- Coppa panamericana under 19 2017
- Coppa panamericana under 21 2019
- Coppa panamericana under 23 2021
- NORCECA Final Four 2023
- Giochi centramericani e caraibici 2023
- NORCECA Final Four 2024
- Coppa panamericana 2024
- NORCECA Final Four 2025

### Premi individuali
- 2021 - Coppa panamericana under 23: Miglior realizzatore
- 2021 - Coppa panamericana under 23: Miglior servizio
- 2021 - Coppa panamericana under 23: Miglior ricevitore
- 2023 - NORCECA Final Four: Miglior realizzatore
- 2023 - NORCECA Final Four: Miglior schiacciatore
- 2024 - Volley League: Miglior schiacciatore
- 2024 - NORCECA Final Four: Miglior realizzatore
- 2024 - NORCECA Final Four: Miglior servizio
- 2024 - NORCECA Final Four: Miglior schiacciatore
- 2025 - NORCECA Final Four: MVP
- 2025 - NORCECA Final Four: Miglior servizio